# BM Bera Bera
Balonmano Bera Bera is een Spaans vrouwenhandbalvereniging uit het plaatsje San Sebastián. Bera Bera heeft binnen de vereniging ook een rugbyteam wat onder de naam Bera Bera RT speelt. Tot 1998 speelde Bera Bera onder de naam van Corteblanco Bidebieta.
In het seizoen 2006/07 speelt AKABA Bera Bera tegen het Nederlandse HV BFC.

## Erelijst
- Landskampioen:
  - (7x) 2012/13, 2013/14, 2014/15, 2015/16, 2017/18, 2019/20, 2020/21
- Bekerwinnaar:
  - (6x) 2007, 2009, 2013, 2014, 2015/16, 2018/19
- Supercup:
  - (7x) 2007, 2012, 2013, 2014, 2015, 2016, 2018